# Jamaica nos Jogos Olímpicos de Verão da Juventude de 2010
A Jamaica participou dos Jogos Olímpicos de Verão da Juventude de 2010 em Cingapura. Sua delegação foi composta de 15 atletas que competiram em três esportes. O país conquistou uma medalha de ouro.

## Medalhistas
| Medalha | Nome        | Esporte   | Evento          | Data         |
| ------- | ----------- | --------- | --------------- | ------------ |
| Ouro    | Odane Skeen | Atletismo | 100 m masculino | 21 de agosto |

## Atletismo

### Feminino
| Evento                       | Atleta              | Qualificação | Qualificação | Final      | Final        |
| Evento                       | Atleta              | Resultado    | Posição      | Resultado  | Posição      |
| ---------------------------- | ------------------- | ------------ | ------------ | ---------- | ------------ |
| Salto em distância feminino  | Janieve Russell     | 5,87         | 8º           | 5,83       | 7º (Final A) |
| 100 m com barreiras feminino | Megan Simmonds      | 13.64        | 2º (1º q2)   | 13.62      | 4º (Final A) |
| 400 m feminino               | Olivia James        | 55.05        | 8º (3º q2)   | 54.14      | 6º (Final A) |
| Salto triplo feminino        | Rochelle Farquarson | 12,40        | 4º           | 12.57      | 4º (Final A) |
| Arremesso de disco feminino  | Sasha Gaye Marston  | 43,73        | 9º           | 40,36      | 2º (Final B) |
| Salto em altura feminino     | Shanice Hall        | Sem marca    | --           | Não largou | -- (Final B) |
| 200 m feminino               | Shericka Jackson    | 24.24        | 4º (2º q2)   | 24.08      | 4º (Final A) |

### Masculino
| Evento                        | Atleta                                           | Qualificação | Qualificação | Final      | Final        |
| Evento                        | Atleta                                           | Resultado    | Posição      | Resultado  | Posição      |
| ----------------------------- | ------------------------------------------------ | ------------ | ------------ | ---------- | ------------ |
| Arremesso de peso masculino   | Ashinia Miller                                   | 18,30        | 11º          | 17,76      | 6º (Final B) |
| Arremesso de disco masculino  | Frederic Dacres                                  | 52,69        | 12º          | 54,79      | 2º (Final B) |
| 400 m masculino               | Lennox Williams                                  | 52.27        | 19º (5º q4)  | Não largou | -- (Final C) |
| 100 m masculino               | Odane Skeen                                      | 10.63        | 2º (1º q3)   | 10.42      | [ 23 ]       |
| Revezamento masculino         | Odane Skeen (como integrante da equipe Américas) |              |              | 1:51.38    | [ 24 ]       |
| 110 m com barreiras masculino | Stefan Fennell                                   | 13.89        | 7º (2º q3)   | 13.54      | 4º (Final A) |

## Badminton
| Evento            | Atleta      | Fase de grupos | Fase de grupos                                  | Fase de grupos                        | Fase de grupos                         | Fase de grupos | Quartas-de-final | Semifinais  | Final       | Pos. final |
| Evento            | Atleta      | Grupo          | 1ª rodada                                       | 2ª rodada                             | 3ª rodada                              | Pos.           | Quartas-de-final | Semifinais  | Final       | Pos. final |
| ----------------- | ----------- | -------------- | ----------------------------------------------- | ------------------------------------- | -------------------------------------- | -------------- | ---------------- | ----------- | ----------- | ---------- |
| Simples masculino | Dennis Coke | C              | LAO Phetphanom Keophiachan D 0-2 (16-21, 11-21) | IND Prannoy Kumar D 0-2 (9-21, 10-21) | FRA Lucas Claerbout D 0-2 (6-21, 6-21) | 4º             | Não avançou      | Não avançou | Não avançou | --         |

## Natação
| Evento                | Atleta         | Qualificação | Qualificação | Semifinais  | Semifinais  | Final       | Final       |
| Evento                | Atleta         | Resultado    | Posição      | Resultado   | Posição     | Resultado   | Posição     |
| --------------------- | -------------- | ------------ | ------------ | ----------- | ----------- | ----------- | ----------- |
| 50 m livre masculino  | Brian Forte    | 25.10        | 28º (3º q4)  | Não avançou | Não avançou | Não avançou | Não avançou |
| 100 m livre masculino | Brian Forte    | 55.62        | 42º (3º q2)  | Não avançou | Não avançou | Não avançou | Não avançou |
| 50 m costas feminino  | Kendese Nangle | 31.09        | 14º (5º q1)  | 30.91       | 12º (5º q1) | Não avançou | Não avançou |
| 100 m costas feminino | Kendese Nangle | 1:06.43      | 27º (5º q2)  | Não avançou | Não avançou | Não avançou | Não avançou |